# Mammea immansueta
Mammea immansueta là một loài thực vật có hoa thuộc họ Clusiaceae.
Loài này chỉ có ở Panama.
Chúng hiện đang bị đe dọa vì mất môi trường sống.